# András Arató
András István Arató (* 11. Juli 1945 in Kőszeg) ist ein ungarischer Elektroingenieur und Model. Er wurde weltweit als Internet-Meme Hide the Pain Harold (englisch für „Harold, der den Schmerz verbirgt“) bekannt.

## Werdegang
András Arató wuchs in Kőszeg in der Volksrepublik Ungarn auf und besuchte nach der Schule die Technische und Wirtschaftswissenschaftliche Universität Budapest, von der er im Jahr 1969 graduierte. Auf Lichttechnik spezialisiert, war Arató einen Großteil seines Berufslebens hinweg Vizepräsident der Ungarischen lichttechnischen Gesellschaft. Unter anderem veröffentlichte er in dieser Funktion Anweisungen für Innen- und Außenbeleuchter, Reports und ein Lexikon über seine Spezialisierung. Arató ist verheiratet und hat einen Sohn.

## Memewerdung
Im Jahr 2010 teilte Arató auf iWiW Urlaubsbilder von sich, die einen Fotografen dazu bewogen, sich bei ihm zu melden und nach einem Photoshooting zu fragen. Arató willigte im Verlauf mehrerer Treffen und hunderter geschossener Aufnahmen, in denen er oft lächeln sollte, ein, dass sein Gesicht für Stockphotos außerhalb der Kontexte Politik, Religion und Sexualität verwendet wird, da diese Bereiche seiner Meinung nach für viele Menschen Reizthemen sind.
Wenige Monate nachdem er erstmals auf einer Internetseite eines Krankenhauses ein Foto von sich sah, entdeckte er viele weitere zu Memes umgestaltete Bilder. Darunter eines, bei dem sein Antlitz – mit dem etwas erzwungen wirkenden Lächeln – auf alle Gesichter des Mount Rushmore kopiert worden war, was auch Arató gefiel. Eigenen Angaben zufolge war er anfangs allerdings über die Situation, dass sein Gesicht zu einem Internetphänomen geworden war, nicht „glücklich“, da sie nicht seiner ursprünglichen Einwilligung entsprachen und das Urheberrecht missachteten.
Nach mehreren Jahren, in denen er vergeblich gehofft hatte, dass sich die Popularität der „Hide the Pain Harold“-Memes legen würde, lernte er damit umzugehen. Ihn selbst erinnerten die Memes an seine Schulzeit, in der er und seine Mitschüler in Büchern beispielsweise den ungarischen Dichter János Arany zu einem Piraten umzeichneten.
Arató profitierte selbst von dem Hype, nachdem ein Internetbenutzer ihn als Harold identifizierte und Arató dann die im russischsprachigen Teil des Internets kursierende Behauptung, Harold sei ein computergeneriertes Gesicht, mit einem privaten Bild von sich und einem Schild mit der Aufschrift Я ЖИВ (russisch für „Ich bin am Leben“) widerlegte. Er wurde unter anderem das Werbegesicht für Coca-Cola und mehrere andere Unternehmen in Ungarn, Manchester City und weitere Organisationen und Unternehmen im Vereinigten Königreich als auch OTTO in Deutschland. Im Jahr 2020 nahm er an der ungarischen Ausgabe von Masked Singer (dort als Álarcos énekes bezeichnet), die auf dem Fernsehsender RTL Klub ausgestrahlt wurde, teil. Eine deutsche Gemeinde benutzte das Meme im Jahr 2021 für ihre Internetpräsenz.

## Auszeichnung
- Im Jahr 2002 verlieh ihm der ungarische elektrotechnische Verband den János-Urbanek-Preis.[17] Dieser wird jährlich für theoretische und/oder praktische Leistungen im Bereich der Beleuchtungstechnologie vergeben.[18]